# Apache Software License
Apache Software License eller Apache License är de licenser som Apache Software Foundation (ASF) distribuerar programvaror under. Licensen får dessutom appliceras av även andra utanför The Apache Software Foundation som vill distribuera programvaror med samma licensvillkor. 
Apache-licensen tillåter att man modifierar andras programvara, men för att få göra detta måste man noga notera vad som är ens egen kod, alltså vad som modifierats. Med all programvara som faller under licensen, även modifierad programvara, måste det medfölja en kopia av licensen i form av ett textdokument. Googles dotterbolag Android Inc. är ett av de stora företagen som använder sig av Apachelicensen.
All mjukvara som tas fram av ASF eller någon av deras anslutna partners blir licensierad under Apachelicensen. Det finns även mjukvara som inte är utvecklat av ASF som ligger under licensen. I oktober 2012 fanns det 8 708 Apachelicensierade projekt på SourceForge.net. I ett blogginlägg från maj 2008 berättade Google att 25 000 av 100 000 projekt registrerade på Google Code använde sig av Apachelicensen. Ett av de 25 000 projekten var Android.

## Versionshistorik
Apache License 1.0 var den ursprungliga Apache License, som gäller endast för äldre versioner av Apache-paket (till exempel version 1.2 av webbservern).
Apache License 1.1 godkändes av Apache Software Foundation år 2000: Den främsta förändringen jämfört med 1.0 licens i "reklamklausulen" (§ 3 i 1.0 licens), därav framställda produkter inte längre krävs att inkludera tilldelning i sin reklam material, men bara i sin dokumentation.
ASF antog Apache License 2.0 i januari 2004. De uppsatta målen för licensen inkluderade att göra licensen lättare för icke-ASF-projekt att använda, få en bättre kompatibilitet med GPL-baserad mjukvara, klargöra licens på bidrag och krävande av en patentlicens på insatser som nödvändigtvis gör intrång i en bidragsgivare egna patent.

## Kompatibilitet med GPL
Apache Software Foundation och Free Software Foundation (FSF) är överens om att Apache License 2.0 är en licens för öppen programvara, kompatibel med version 3 av GNU General Public License (GPL). Kompatibilitet i detta fall innebär att eftersom GPL version 3 betraktas som en övermängd till Apache License 2.0, ett projekt som kombinerar GPL version 3 och Apache License 2.0-kod måste licensieras under GPL version 3.
Free Software Foundation anser dock att alla versioner av Apache License (från 2007) är oförenlig med den tidigare GPL version 1 och 2.

## Versioner
- http://apache.org/licenses/LICENSE-2.0, nuvarande licensvillkor
- http://apache.org/licenses/LICENSE-1.1, historiska licensvillkor, ersatt av version 2.0
- http://apache.org/licenses/LICENSE-1.0, historiska licensvillkor, ersatt av version 1.1